# شاخک (الکترونیک)

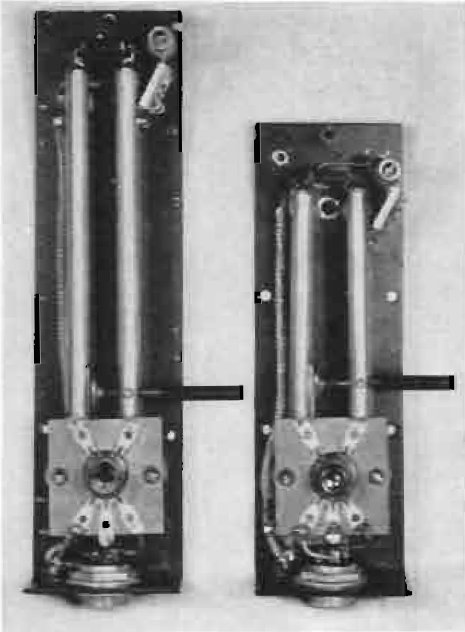
مدارهای تانک شاخک تشدید در فرستنده و گیرنده یو‌اچ‌اف کوله پشتی لامپ خلاء، ۱۹۳۸. طولی حدود ۱/۸طول‌موج: (چپ) شاخک ۲۰۰ مگاهرتز ۱۹ سانتی‌متر است، (راست) شاخک ۳۰۰ مگاهرتز ۱۲٫۵ سانتی‌متر است.

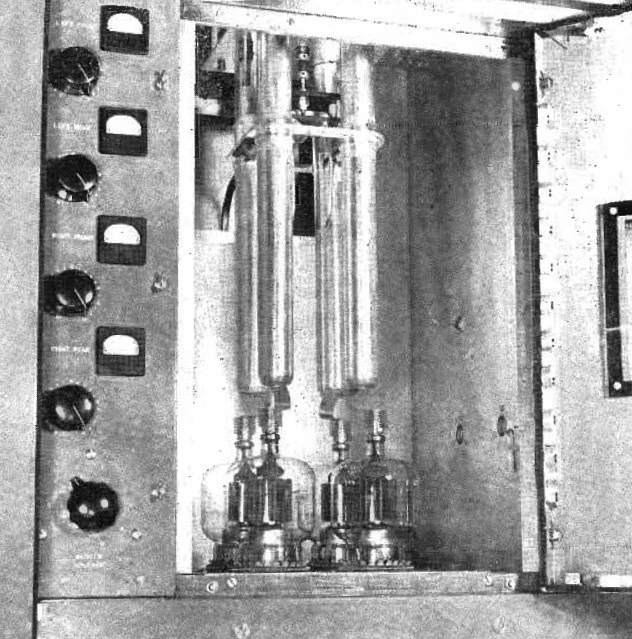
فرستنده پخش ۱۰ کیلوواتی FM از سال ۱۹۴۷ که مدار تانک شاخک تشدید ربع‌موج را نشان می‌دهد

در مهندسی ریزموج و فرکانس رادیویی، یک شاخک انگلیسی: stub) یا شاخک تشدید انگلیسی: resonant stub) طولی از خط انتقال یا موجبر است که فقط در یک انتها متصل است. انتهای آزاد شاخک یا مدارباز باقی مانده، یا اتصال‌کوتاه است (همان‌طور که همیشه برای موجبرها صادق است). با نادیده گرفتن تلفات خط انتقال، امپدانس ورودی شاخک کاملاً راکتانسی است. خازنی یا القاوری، وابسته به طول الکتریکی شاخک، و باز بودن یا اتصال‌کوتاه بودن مدار آن است؛ بنابراین، شاخک‌ها ممکن است به عنوان خازن، سلف و مدارهای تشدید در فرکانس‌های رادیویی عمل کنند.
رفتار شاخک‌ها به دلیل امواج ایستاده در طول آنها است. خواص راکتانس آنها با طول فیزیکی آنها در رابطه با طول موج امواج رادیویی تعیین می‌شود؛ بنابراین، شاخک‌ها معمولاً در مدارهای یو‌اچ‌اف یا ریزموج استفاده می‌شوند که در آن‌ها طول‌موج‌ها به اندازه‌ای کوتاه هستند که شاخک به راحتی کوچک هستند. آنها اغلب برای جایگزینی خازن‌ها و سلف‌های مجزا استفاده می‌شوند، زیرا در فرکانس‌های یو‌اچ‌اف و ریزموج، اجزای فشرده به دلیل راکتانس پارازیتی ضعیف عمل می‌کنند. شاخک‌ها معمولاً در مدارهای تطبیق امپدانس آنتن، فیلترهای انتخابی فرکانس و مدارهای تشدید برای نوسان‌سازهای الکترونیکی یو‌اچ‌اف و تقویت‌کننده‌های آراف استفاده می‌شوند.
شاخک‌ها را می‌توان با هر نوع خط انتقالی ساخت: خط رسانای موازی (که به آنها خطوط لچر گفته می‌شود)، کابل کواکسیال، خط‌نواری، موجبر و موجبر دی‌الکتریک. مدارهای شاخک را می‌توان با استفاده از نمودار اسمیت طراحی کرد، یک ابزار گرافیکی که می‌تواند تعیین کند از چه طول خطی برای به دست آوردن راکتانس مورد نظر استفاده شود.

## شاخک اتصال کوتاه
امپدانس ورودی یک خط اتصال کوتاه بی‌اتلاف برابر است با
{\displaystyle Z_{\mathsf {sc}}~=~j\ Z_{0}\ \tan(\ \beta \ell \ )~}
دراینجا
{\displaystyle \ j\ } یکه موهومی است ({\displaystyle \ j^{2}\equiv -1\ })
{\displaystyle \ Z_{0}\ } امپدانس مشخصه خط است،
{\displaystyle \ \beta =2\pi /\lambda \ } ثابت فاز خط است و
{\displaystyle \ \ell \ } طول فیزیکی خط است.
بنابراین، بسته به اینکه آیا {\displaystyle \ \tan(\beta \ell )\ } مثبت یا منفی است، شاخک اتصال کوتاه به ترتیب سلفی یا خازنی خواهد بود.
طول یک شاخک که به عنوان خازن C در فرکانس زاویه‌ای {\displaystyle \ \omega \ } عمل می‌کند سپس به‌دست می‌آید با:
{\displaystyle \ell ~=~{\frac {1}{\ \beta \ }}\left[\ (n+1)\ \pi \ -\ \arctan \left({\frac {1}{\ \omega CZ_{0}\ }}\right)\ \right]~;}
طول یک شاخک برای عمل به عنوان یک سلف L در همان فرکانس به صورت زیر داده می‌شود:
{\displaystyle \ell ~=~{\frac {1}{\ \beta \ }}\left[\ n\ \pi \ +\ \arctan \left({\frac {\ \omega L\ }{\ Z_{0}\ }}\right)\ \right]~,}
که در هر دو معادله، n عدد صحیحی از نیم‌طول‌موج‌ها (احتمالاً صفر) است که می‌تواند به‌طور دلخواه بدون تغییر امپدانس به خط اضافه شود.

## شاخک مدار باز
امپدانس ورودی یک مدار باز بی‌اتلاف با استفاده از
{\displaystyle Z_{\mathsf {oc}}=-j\ Z_{0}\ \cot(\ \beta \ell \ )~,}
دراینجا نمادها {\displaystyle \ Z_{0},\beta ,\ell ,\omega ,\ } و غیره استفاده شده در این بخش همان معنایی را دارند که در قسمت بالا آمده است.
نتیجه می‌شود که بسته به اینکه آیا {\displaystyle \cot(\beta \ell )} مثبت یا منفی است، شاخک به ترتیب خازنی یا سلفی خواهد بود.
طول یک شاخک مدار باز که به عنوان یک سلف L در فرکانس زاویه ای عمل می‌کند {\displaystyle \ \omega \ } است:
{\displaystyle \ell ~=~{\frac {1}{\ \beta \ }}\left[\ (n+1)\ \pi \ -\ \operatorname {arccot} \left({\frac {\ \omega L\ }{Z_{0}}}\right)\ \right]~=~{\frac {1}{\ \beta \ }}\left[\ (n+1)\ \pi \ -\ \arctan \left({\frac {Z_{0}}{\ \omega L\ }}\right)\ \right]~;}
طول یک شاخک مدار باز که به عنوان خازن C در فرکانس یکسان عمل می‌کند:
{\displaystyle \ell ~=~{\frac {1}{\ \beta \ }}\left[\ n\ \pi \ +\ \operatorname {arccot} \left({\frac {1}{\ \omega CZ_{0}\ }}\right)\ \right]~=~{\frac {1}{\ \beta \ }}\left[\ n\ \pi \ +\ \arctan \left(\ \omega CZ_{0}\ \right)\ \right]~,}
که در آن دوباره، n یک عدد کامل دلخواه از نیم‌طول‌موج‌ها است که می‌تواند در تکه‌ای (شامل صفر) وارد شود.

## شاخک تشدید
شاخک‌ها اغلب به عنوان مدارهای تشدید در نوسان‌سازها و فیلترهای عناصر گسسته استفاده می‌شوند. یک شاخک مدار باز به طول {\displaystyle \scriptstyle l} در فرکانس پایین دارای امپدانس خازنی خواهد بود که {\displaystyle \scriptstyle \beta l<\pi /2} . دربالای این فرکانس امپدانس سلفی است. دقیقاً در {\displaystyle \scriptstyle \beta l=\pi /2} شاخک یک اتصال کوتاه را نشان می‌دهد. این از نظر کیفی همان رفتار یک مدار تشدید سِری است. برای یک خط بی‌اتلاف، ثابت تغییر فاز متناسب با فرکانس است،
{\displaystyle \beta ={\omega  \over v}}
که در آن v سرعت انتشار است و با فرکانس برای یک خط بی‌اتلاف ثابت است. برای چنین مُوردی فرکانس تشدید به‌دست می‌آید با:
{\displaystyle \omega _{0}={\frac {\pi v}{2l}}}
در حالی که شاخک‌ها به عنوان مدارهای تشدید عمل می‌کنند، آنها با مدارهای تشدیدکننده عناصر فشرده متفاوت هستند زیرا دارای فرکانس‌های تشدید متعددی هستند. علاوه بر فرکانس تشدید اساسی {\displaystyle \scriptstyle \omega _{0}\,} ، آنها در مضربی از این فرکانس {\displaystyle \scriptstyle n\omega _{0}\,} تشدید می‌کنند. امپدانس به طور یکنوا با فرکانس پس از تشدید مانند یک هماهنگی فشرده یکنواخت برخاست نخواهد کرد. تا جایی که {\displaystyle \scriptstyle \beta l=\pi } بالا می‌رود در آن نقطه مدار باز خواهد بود. پس از این نقطه (که یک نقطه پادتشدید است)، امپدانس دوباره خازنی شده و شروع به تنزل می‌کند. نزول آن یکنواخت تا {\displaystyle \scriptstyle \beta l=3\pi /2\,}  که دوباره یک اتصال کوتاه را نشان‌دهد، ادامه خواهد داشت. در این نقطه، عمل فیلترکردن شاخک انجام نمی‌شود. این پاسخ شاخک با افزایش فرکانس متناوب بین تشدید و پادتشدید تکرار می‌شود. این نه تنها یکی از ویژگی‌های شاخک، بلکه برای تمام فیلترهای عناصر گسسته است که فرکانس‌هایی وجود دارد که فراتر از آن فیلتر از کار می‌افتد و چندین باندگذر ناخواسته تولید می‌شود.
به‌طور مشابه، یک اتصال کوتاه یک پادتشدیدگر در {\displaystyle \scriptstyle \pi /2} است، یعنی به عنوان یک مدار تشدید موازی رفتار می‌کند، اما دوباره در {\displaystyle \scriptstyle 3\pi /2} نزدیک شده است از کار می‌افتد.

## تطبیق‌سازی با شاخک

در یک مدار خط‌نواری، ممکن است یک شاخک درست قبل از کانکتور خروجی قرار گیرد تا عدم‌تطبیق‌های جزئی ناشی از بار خروجی دستگاه یا خود کانکتور را جبران کند.

شاخک‌ها می‌توانند امپدانس بار را با امپدانس مشخصه خط انتقال تطبیق دهند. شاخک در فاصله‌ای از بار قرار می‌گیرد. این فاصله طوری انتخاب می‌شود که در آن نقطه، قسمت مقاومتی امپدانس بار با عمل ترانسفورماتور امپدانس طول خط اصلی برابر با قسمت مقاومتی امپدانس مشخصه شود. طول شاخک به گونه ای انتخاب می‌شود که دقیقاً قسمت راکتیو امپدانس ارائه شده را حذف کند. با توجه به اینکه خط اصلی به ترتیب امپدانس سلفی یا خازنی را ارائه می‌کند، شاخک خازنی یا سلفی ساخته می‌شود. این با امپدانس واقعی بار یکسان نیست زیرا قسمت راکتیو امپدانس بار تحت تأثیر ترانسفورماتور امپدانس و قسمت مقاومتی قرار می‌گیرد. شاخک‌های تطبیق‌ساز را می‌توان قابل‌تنظیم ساخت تا تطبیق را بتوان در آزمایش تصحیح کرد.
یک شاخک تنها در یک فرکانس خاص به تطبیق کامل می‌رسد. برای تطبیق پهنای‌باند ممکن است از چندین شاخک در امتداد خط انتقال اصلی استفاده شود. ساختار حاصل فیلترمانند است و فنون‌های طراحی فیلتر اعمال می‌شود. به عنوان مثال، شبکه تطبیق ممکن است به عنوان یک فیلتر چبیشف طراحی شود، اما به‌جای انتقال باندگذر برای تطبیق امپدانس بهینه شده است. تابع انتقال حاصل از شبکه دارای یک تموج باندگذر مانند فیلتر چبیشف است، اما تموج هرگز به ۰ دسی‌بل تلف نمی‌رسند، همان‌طور که برای فیلتر استاندارد انجام می‌شود.

## شاخک شعاعی

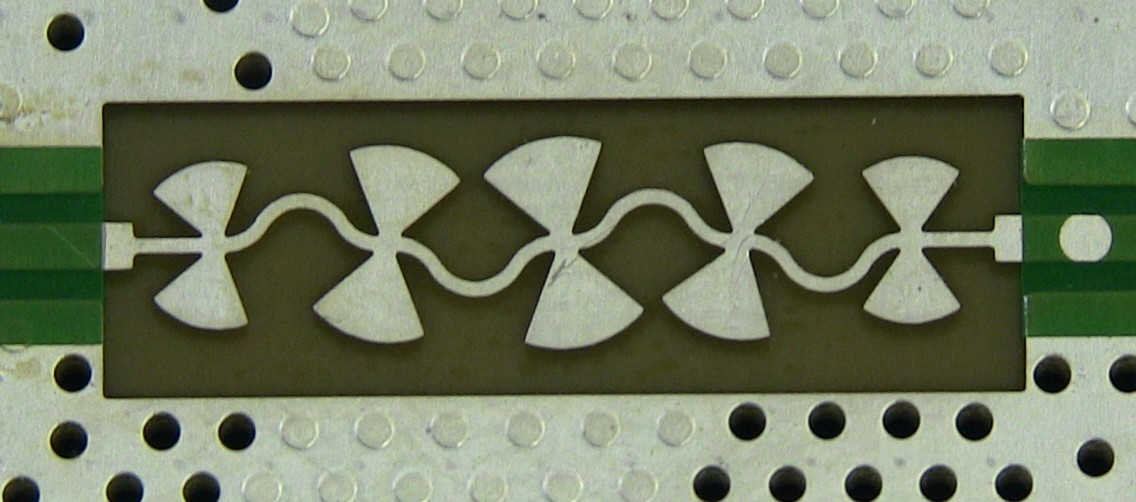
یک فیلتر ریزنواری با استفاده از شاخک پروانه‌ای

شاخک شعاعی یک قطعه مسطح است که از یک بخش از یک دایره به جای یک خط با عرض ثابت تشکیل شده است. آنها با خطوط انتقال مسطح در مواقعی که نیاز به امپدانس کم است استفاده می‌شود. خطوط با امپدانس مشخصه پایین نیاز به یک خط پهن دارند. با یک خط پهن، محل پیوند شاخک با خط اصلی در یک نقطه به‌خوبی مشخص نیست. شاخک‌های شعاعی با باریک‌سازی به نقطه ای در محل پیوند بر این مشکل غلبه می‌کنند. مدارهای فیلتر با استفاده از شاخک‌ها اغلب از آنها به صورت جفت استفاده می‌کنند که یکی به هر طرف خط اصلی متصل است. به یک جفت شاخک شعاعی که به این صورت به هم متصل هستند، شاخک پروانه‌ای یا پاپیونی می‌گویند.